# Whusha al-dallala
Wuhsha av Egypten, eller Whusha al-dallala, död efter 1104, var en judisk affärsidkare. 
Hon var dotter till den rike judiske bankiren Ammar av Alexandria och kallades Karima, "den älskade". Hon bosatte sig i Kairo och gifte sig med Arye ben Yehudah från Sicilien, med vilken hon fick tre döttrar, men äktenskapet varade inte länge och upplöstes genom skilsmässa. Wuhsha var verksam som mäklare, tjänade en förmögenhet och var genom sin rikedom en framstående person. 
År 1095 blev hon föremål för en skandal. Hon hade ett förhållande med en man vid namn Hassan, som hon levde med som sambo i sin egen bostad, och blev gravid, men det muslimska äktenskapskontrakt hon upprättade med honom godkändes inte av det judiska samfundet och heller inte av det muslimska som lagligt. Hon rådfrågade en jurist och fick rådet att ha samlag med Hassan och låta sig ertappas för att inga tvivel sedan skulle råda om faderns identitet när graviditeten blev känd, något hon gjorde. Det hela blev en skandal och Wuhsha bannlystes från synagogan. Hennes son blev dock så småningom legitimerad och uppfostrades som jude. 
Hennes liv var ovanligt och tydde på en större frihet än kvinnor normalt hade i Egypten vid denna tid oavsett religion, både i privatliv och yrkesliv. Att vara en oberoende affärskvinna var också mycket ovanligt i 1000-talets Egypten, och Wuhsha tycks ha accepterats i kraft av sina pengar trots att hon bröt mot den tidens konventioner för en kvinna. Både muslimska och judiska kvinnor levde vid denna tid vanligen ett liv uteslutande isolerade i hemmen, medan Whusha nämns då hon själv skötte sina affärstransaktioner i rätten. 
Hon är också känd för sitt testamente, där hon donerade stora summor till det judiska samhällets institutioner och sin sons fostran till jude samt välgörenhet. 